# Голлсвілл (Міссурі)
Голлсвілл (англ. Hallsville) — місто (англ. city) в США, в окрузі Бун штату Міссурі. Населення — 1614 особи (2020).

## Географія
Голлсвілл розташований за координатами 39°7′7″ пн. ш. 92°13′35″ зх. д. / 39.11861° пн. ш. 92.22639° зх. д. (39.118513, -92.226486).  За даними Бюро перепису населення США в 2010 році місто мало площу 3,44 км², уся площа — суходіл.

## Демографія
Згідно з переписом 2010 року, у місті мешкала 1491 особа в 586 домогосподарствах у складі 397 родин. Густота населення становила 434 особи/км².  Було 615 помешкань (179/км²).
Расовий склад населення:
| - 96,8 % — білих - 0,9 % — чорних або афроамериканців - 0,1 % — вихідців з тихоокеанських островів - 0,1 % — корінних американців |

До двох чи більше рас належало 1,7 %. Частка іспаномовних становила 1,6 % від усіх жителів.
За віковим діапазоном населення розподілялося таким чином: 30,8 % — особи молодші 18 років, 56,3 % — особи у віці 18—64 років, 12,9 % — особи у віці 65 років та старші. Медіана віку мешканця становила 34,7 року. На 100 осіб жіночої статі у місті припадало 91,6 чоловіків;  на 100 жінок у віці від 18 років та старших — 84,0 чоловіків також старших 18 років.
Середній дохід на одне домашнє господарство  становив 54 506 доларів США (медіана — 48 155), а середній дохід на одну сім'ю — 62 057 доларів (медіана — 57 344). Медіана доходів становила 39 185 доларів для чоловіків та 31 296 доларів для жінок. За межею бідності перебувало 9,0 % осіб, у тому числі 12,7 % дітей у віці до 18 років та 8,7 % осіб у віці 65 років та старших.
Цивільне працевлаштоване населення становило 699 осіб. Основні галузі зайнятості: освіта, охорона здоров'я та соціальна допомога — 34,9 %, роздрібна торгівля — 14,2 %, будівництво — 7,3 %, транспорт — 6,4 %.